# Jardín Montano para la Conservación de la Biodiversidad Ruggero Tomaselli
El Jardín Montano para la Conservación de la Biodiversidad Ruggero Tomaselli (en italiano: Giardino Montano per la Conservazione della Biodiversità "Ruggero Tomaselli", también conocido como Giardino Botanico Alpino "Ruggero Tomaselli" y Giardino Botanico "Ruggero Tomaselli") es una reserva de naturaleza, arboreto y jardín botánico de 70 hectáreas en Campo dei Fiori di Varese, Italia. 

## Localización
Está ubicado en el interior de la "Cittadella di Scienze della Natura" en la cima del Campo dei Fiori di Varese (altura de 1226 m s. n. m.) 
Giardino Montano per la Conservazione della Biodiversità "Ruggero Tomaselli" Campo dei Fiori di Varese, Provincia de Varese, Lombardia, Italia.
Planos y vistas satelitales.41°53′44″N 12°28′20″E / 41.89556, 12.47222
Está abierto al público los fines de semana de los meses cálidos del año.

## Historia
El jardín botánico fue establecido en 1956 y nombrado en honor del botánico Ruggero Tomaselli.

## Colecciones
En sus colecciones albergan : 
Aconitum napellus, Arum maculatum, Atropa belladonna, Caltha palustris, Campanula raineri, Cephalanthera longifolia, Colchicum autumnale, Daphne laureola, Daphne mezereum, Daphne striata, Digitalis purpurea, Draba aizoides, Dryas octopetala, Epilobium hirsutum, Epipactis atropurpurea, Equisetum arvense, Filipendula ulmaria, Gentiana verna, Globularia, Gymnadenia conopsea, Helleborus foetidus, Helleborus niger, Horminum pyrenaicum, Iris pseudacorus, Linaria alpina, Listera ovata, Menyanthes trifoliata, Orchis maculata, Orchis mascula, Osmunda regalis, Paris quadrifolia, Polemonium caeruleum, Primula auricula, Primula glaucescens, Rhododendron ferrugineum, Rhododendron hirsutum, Saxifraga, Sedum, Sempervivum, Taxus baccata, Vaccinium myrtillus, Vaccinium vitis-idaea, Veratrum album, Viola biflora y Viola palustris.
El arboreto del jardín botánico incluye Acer campestre, Acer platanoides, Acer pseudoplatanus, Cornus mas, Corylus avellana, Laburnum alpinum, Larix decidua, Pinus cembra, Pinus montana, Pinus mugo, Pseudotsuga douglasii y Sambucus racemosa.